# Ozarba bicoloria
Ozarba bicoloria là một loài bướm đêm trong họ Noctuidae.